# Farida Abiyeva
Farida Abiyeva, née le 20 mars 1995 à Bakou, est une karatéka azerbaïdjanaise pratiquant le kumite.

## Carrière
Aux Championnats d'Europe de karaté 2016, elle est sacrée championne d'Europe de kumite par équipes. Elle obtient aux Jeux de la solidarité islamique 2017 à Bakou la médaille d'or en moins de 61 kg,.